# لإيشا
لإيشا (بالعبرية: לאשה‏) (و تعني: للمرأة) هي مجلة إسرائيلية متخصصة في أسلوب حياة النساء.  وهي تصدر أسبوعيا منذ عام 1947، وتملكها مجموعة يديعوت أحرونوت الإعلامية.
منذ عام 1950،قامت لإيشا برعاية مسابقة ملكة جمال إسرائيل السنوية. 

## روابط خارجية
- الموقع الرسمي
 باللغة العبرية